# Piratas de Isla Tortuga
Piratas de Isla Tortuga es una película de capa y espada estadounidense de 1961 que recreó una historia alternativa respecto de la biografía del corsario galés Henry Morgan. Se estrenó en octubre de 1961 en Estados Unidos en CinemaScope .

## Argumento
En el siglo XVII, un capitán galés (Ken Scott) y su tripulación son enviados a la isla de Tortuga, controlada por los españoles, donde el famoso corsario Henry Morgan (Robert Stephens) ha desertado de su apoyo al imperio británico y dirige una aventurera empresa estrictamente pirata, deteniendo a todos y cada uno de los navíos, incluidos los buques británicos. Dado que el capitán Bart no puede atacar la isla sin provocar la ira del gobernador español, debe enfrentarse cara a cara con el propio Morgan.
Mientras tanto, una hermosa dama (Leticia Roman) inadvertidamente se esconde en el barco del capitán Bart y se convierte de facto en el foco central de la historia (Morgan no aparece hasta la segunda mitad de la película). Inicialmente la desembarcan en la cercana isla de Jamaica, donde realiza una tibia jugada para el gobernador colonial, aunque finalmente reajusta su mirada hacia el propio capitán. Mientras tanto, el capitán se dedica de lleno a perseguir al pirata Morgan.

## Reparto
- Ken Scott as Bart (captain)
- Letícia Román as Meg
- Dave King as Pee Wee
- John Richardson as Percy
- Rafer Johnson as John Gammel
- Robert Stephens as Henry Morgan
- Rachel Stephens as Phoebe
- Stanley Adams as Captain Montbars
- Edgar Barrier as Sir Thomas Mollyford
- James Forrest as Reggie
- Maxwell Reed as Major Fielding
- Patrick Sexton as Randolph
- Arthur Gould-Porter as Bonnett
- Hortense Petra as Lola
- Malcolm Cassell as Kipper

## Producción
La película fue realizada por la unidad de Sam Katzman en 20th Century Fox. Su primera película fue El mago de Bagdad. Lo hizo mediante un acuerdo verbal con Buddy Adler y luego, en septiembre de 1960, Robert Goldstein firmó con él un contrato para tres películas. Serían Gentlemen Pirates escrita por Mel Levy, una película sobre jugadores de Mississippi escrita por Jesse Lasky Jr. y Pat Silver, y Cypress Gardens de Lou Morheim. Al final terminó haciendo sólo una película en Fox, Piratas de Isla Tortuga (1961).
Robert Webb firmó para dirigir en diciembre de 1960. El mismo mes, el cantante Dave King firmó para desempeñar un papel secundario. Robert Stephens también tenía contrato con Fox y fue incluido en el elenco. También lo fue Rafer Johnson. Fue el primer papel protagonista para Ken Scott, que había estado bajo contrato con Fox durante cinco años.
El rodaje comenzó el 11 de enero de 1961. La película se rodó íntegramente en el backlot de Fox en Los Ángeles, utilizando el tanque de agua que se había creado para la serie de televisión Adventures in Paradise. Johnson recordó más tarde haber filmado escenas en las que gobernaba el barco "como muy divertidas, al igual que las escenas de esgrima y combate cuerpo a cuerpo".

## Recepción
Los Angeles Times calificó la película como "puro disfraz".